# اچ‌ام‌اس کاوالیر (آر۷۳)
اچ‌ام‌اس کاوالیر (آر۷۳) (به انگلیسی: HMS Cavalier (R73)) یک کشتی بود که طول آن ۳۶۳ فوت (۱۱۱ متر) بود. این کشتی در سال ۱۹۴۴ ساخته شد.